# Чернецово (Невельский район)
Чернецово — деревня в Невельском районе Псковской области России. Входит в состав Усть-Долысской волости.

## География
Расположена на восточном побережье озера Исцо и обоим берегам реки Ущанка (Уща), в 8 км к северо-западу от деревни Усть-Долыссы и в 38 км к северо-западу от города Невель.

## Население
| 2001 | 2002 | 2010 | 2011 |
| ---- | ---- | ---- | ---- |
| 148  | ↘112 | ↘81  | ↗112 |

Численность населения деревни по оценке на начало 2001 года составляла 148 человек.

## Достопримечательности
- Церковь Михаила Архангела, архитектор В. Г. Вуколов.